# 国道15号 (韩国)
国道15号，又称高兴－潭阳线，是大韩民国的一条南北向国家级公路。路线北起全罗南道潭阳郡潭阳邑（与国道13号、国道29号、国家支援地方道15号和地方道887号相连），南至全罗南道高兴郡蓬莱面（与国家支援地方道15号相连）。其全线整体位于大韩民国西南部，全长约167.4千米，于1971年8月31日开始规划建设，于1975年10月1日开通部分路段。

## 主要途径城市

### 全罗南道
高兴郡 - 宝城郡 - 顺天市 - 和顺郡 - 谷城郡 - 潭阳郡

## 主要途径道路
- 南海高速公路
- 湖南高速公路
- 国道2号
- 国道13号
- 国道18号（朝鲜语：국도 제18호선）
- 国道22号
- 国道24号
- 国道27号（朝鲜语：국도 제27호선）
- 国道29号
- 国道77号（朝鲜语：국도 제77호선）
- 15国家支援地方道15号（朝鲜语：국가지원지방도 제15호선）
- 55国家支援地方道55号（朝鲜语：국가지원지방도 제55호선）
- 58国家支援地方道58号（朝鲜语：국가지원지방도 제58호선）
- 60国家支援地方道60号（朝鲜语：국가지원지방도 제60호선）